# Desmodium hartwegianum
Desmodium hartwegianum är en ärtväxtart som beskrevs av William Botting Hemsley. Desmodium hartwegianum ingår i släktet Desmodium och familjen ärtväxter.

## Underarter
Arten delas in i följande underarter:
- D. h. amans
- D. h. hartwegianum